# 東北方面情報保全隊
東北方面情報保全隊（とうほくほうめんじょうほうほぜんたい）は、陸上自衛隊仙台駐屯地（宮城県仙台市）に所在していた陸上自衛隊情報保全隊隷下の地方情報保全隊のひとつで2009年（平成21年）7月31日に廃止された。

## 沿革
- 2003年（平成15年）3月27日：東北方面情報保全隊が仙台駐屯地において新編。
- 2009年（平成21年）7月31日： 東北方面情報保全隊（仙台駐屯地）が廃止。

## 主要幹部
| 代 | 氏名     | 在職期間                        | 前職                                     | 後職                             |
| -- | -------- | ------------------------------- | ---------------------------------------- | -------------------------------- |
| 01 | 小坂隆夫 | 2003年03月27日 - 2003年07月31日 | 東北方面調査隊長                         | 陸上自衛隊情報保全隊本部勤務     |
| 02 | 吉永春雄 | 2003年08月01日 - 2005年12月04日 | 北部方面総監部調査部調査課長             | 中央野外通信群長                 |
| 03 | 横山昌宏 | 2005年12月05日 - 2008年07月31日 | 陸上自衛隊小平学校情報教育部 第2教育課長 | 守山駐屯地業務隊長               |
| 末 | 六畑方之 | 2008年08月01日 - 2009年07月31日 | 第36普通科連隊長                         | 自衛隊情報保全隊東北情報保全隊長 |